# Wapen van Hasselt (België)

Wapen van Hasselt

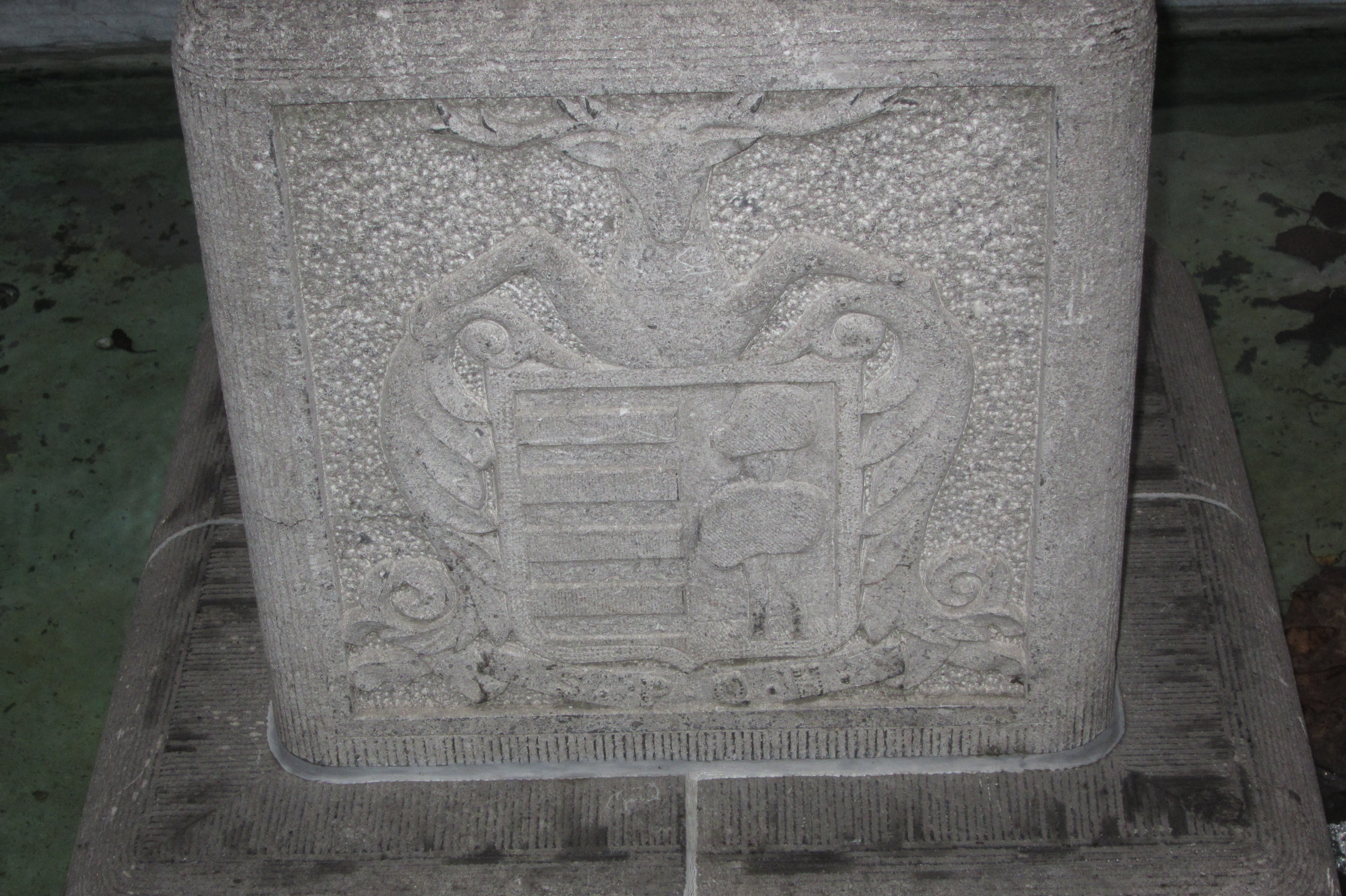
Stenen wapen van Hasselt aan voet perron voor stadhuis

Het wapen van Hasselt werd op 30 januari 1840 per Koninklijk Besluit aan de Belgisch-Limburgse gemeente Hasselt toegekend. Op 7 oktober 1986 werd het wapen, wegens een gemeentelijke fusie, opnieuw aan de gemeente toegekend.

## Blazoenering
De blazoenering van het wapen luidt als volgt:
Gedeeld 1. gedwarsbalkt van tien stukken van goud en van keel 2. in zilver een geplante hazelaar van sinopel; het schild omboord van goud. Het schild getopt met een uitkomend en aanziend hert van natuurlijke kleur en omlijst met twee acanthusbladeren van sinopel. Het geheel rustend op een lint van zilver beladen met de letters S.P.Q.H. van goud.
Het wapen is in een heraldisch rechter en linker deel gedeeld. Het rechter deel (voor de kijker links) heeft afwisselend gouden en rode dwarsbalken. Het tweede deel is van zilver en heeft een groene boom staande op een groene grond. Het gehele schild is omgeven door een gouden schildzoom. Uit het schild, op de plek waar anders een kroon staat, komt een hert. Het hert houdt met de voorpoten de twee acanthusbladeren vast, deze bladeren fungeren als schildhouders.Onder het schild een zilveren lint met daarop de gouden letter S.P.Q.H. Deze afkorting staat voor Senatus Populusque Hasselensis, Latijn voor Het Bestuur en het Volk van Hasselt.
Hoewel twee metalen (goud en zilver) elkaar normaal gesproken niet aan mogen raken, wat in dit wapen gebeurt met de dwarsbalken en de schildzoom en op het lint, is dit wapen toch geen raadselwapen. Uitzonderingen op de regel zijn namelijk de schildzoom en het lint. Het lint maakt geen deel uit van het schild, bijgevolg zijn de heraldische regels daar niet op van toepassing.

## Geschiedenis
In 1232 verkreeg de stad Hasselt als een van de Goede Steden van het graafschap Loon stadsrechten van Arnoud IV, 11e graaf van het Loon. Het vroegste Hasseltse wapenschild vindt men terug in een wassen zegel met een diameter van 7 cm, bevestigd aan een document van 1333; het stelt een hazelaar voor met vruchten en bladeren, met vogels zittend op takken, en rondom de boom twee springende herten. Het Hasselts wapenschild kreeg gaandeweg politieke zeggingskracht. In de 15e eeuw kwam er voor het eerst een zegel voor dat bestaat uit het wapen van het graafschap Loon en een sprekend deel met daarin een hazelaar. Oorspronkelijk stond het Luikse perron op de plaats van het gefaasd schild van de graven van Loon. Om de Hasseltse Loonsgezindheid te bewijzen na de inlijving van het graafschap in 1366 bij het Prinsbisdom Luik, verving men dit in 1424 door de Loonse gefaasde kleuren goud en keel. Het Loonse nationaliteitsgevoel laaide immers vlug terug op omwille van de zware militaire verplichtingen die de inlijving bij het Prinsbisdom Luik met zich meebracht. Van 1424 tot de aanvang van de 18e eeuw werd Sint-Quintinus, de kerkpatroon van Hasselt, aan het wapen toegevoegd als bewijs dat de geestelijke overheid sympathiseerde met de zelfstandigheidsbeweging.
De zegels met een hert erbij dateren van 1694 tot 1784. In de periode 1670 tot 1714 werd het gemeen zegel zonder hertenkop gebruikt. In 1721 werd een nieuw zegel gesneden, het schild was ditmaal ovaal en werd omgeven door gebladerte.
Het lint onder het wapen werd aan het eind van de 17e en begin van de 18e eeuw aan het wapen toegevoegd. Ook de schildzoom komt aan het eind van de 18e eeuw pas bij het wapen. Deze versie is gelijk aan het wapen op de titelpagina van het privilegieboek van de stad.
In 1977 fuseerde Hasselt met de gemeenten Kermt, Kuringen, Sint-Lambrechts-Herk, Stevoort en Wimmertingen. Naar aanleiding van deze fusie vroeg de nieuwe gemeente Hasselt om het oude wapen te mogen blijven voeren.

## Overeenkomstige wapens
Het wapen komt op historische gronden overeen met de volgende wapens:

Wapen van de graven van het graafschap Loon
Het wapen van Loon
Het wapen van het Prinsbisdom Luik
Wapen van Limburg waarin het hert van Hasselt terugkomt.